# سوليداد سوسا
سوليداد سوسا (مواليد 1986) هي سياسية أرجنتينية من حزب العمال، شغلت منصب نائب منتخب في مقاطعة ميندوزا من 2015 إلى 2017. شغلت المنصب بالتناوب في الجبهة اليسارية العمالية، خلفا لنيكولاس ديل كانيو في ديسمبر. 2015.